# 南部駅
南部駅（みなべえき）は、和歌山県日高郡みなべ町芝にある、西日本旅客鉄道（JR西日本）紀勢本線（きのくに線）の駅である。
みなべ町の中心駅で、特急「くろしお」は、大半が停車する（主に新大阪 - 白浜間を運転する停車型タイプ）。また、観梅期には臨時停車する特急もある。

## 歴史
- 1931年（昭和6年）9月21日：国鉄紀勢西線の印南駅から当駅までの開通に伴って開業[1][3]。
- 1932年（昭和7年）11月8日：紀勢西線が当駅から紀伊田辺駅まで延伸[1]。途中駅となる。
- 1959年（昭和34年）7月15日：現在の紀勢本線が全通、紀勢本線所属となる[1]。
- 1980年（昭和55年）10月1日：ダイヤ改正により特急「くろしお」の一部の列車の停車駅となる。貨物の取り扱いを廃止[3]。
- 1985年（昭和60年）3月14日：荷物扱い廃止[3]。
- 1987年（昭和62年）4月1日：国鉄分割民営化により西日本旅客鉄道に承継[1][3]。
- 2016年（平成28年）12月17日：ICカード「ICOCA」の利用が可能となる[4]。
- 2021年（令和3年）
  - 3月12日：この日をもってみどりの窓口が営業を終了[2]。
  - 3月13日：この日より終日無人駅となる[2]。

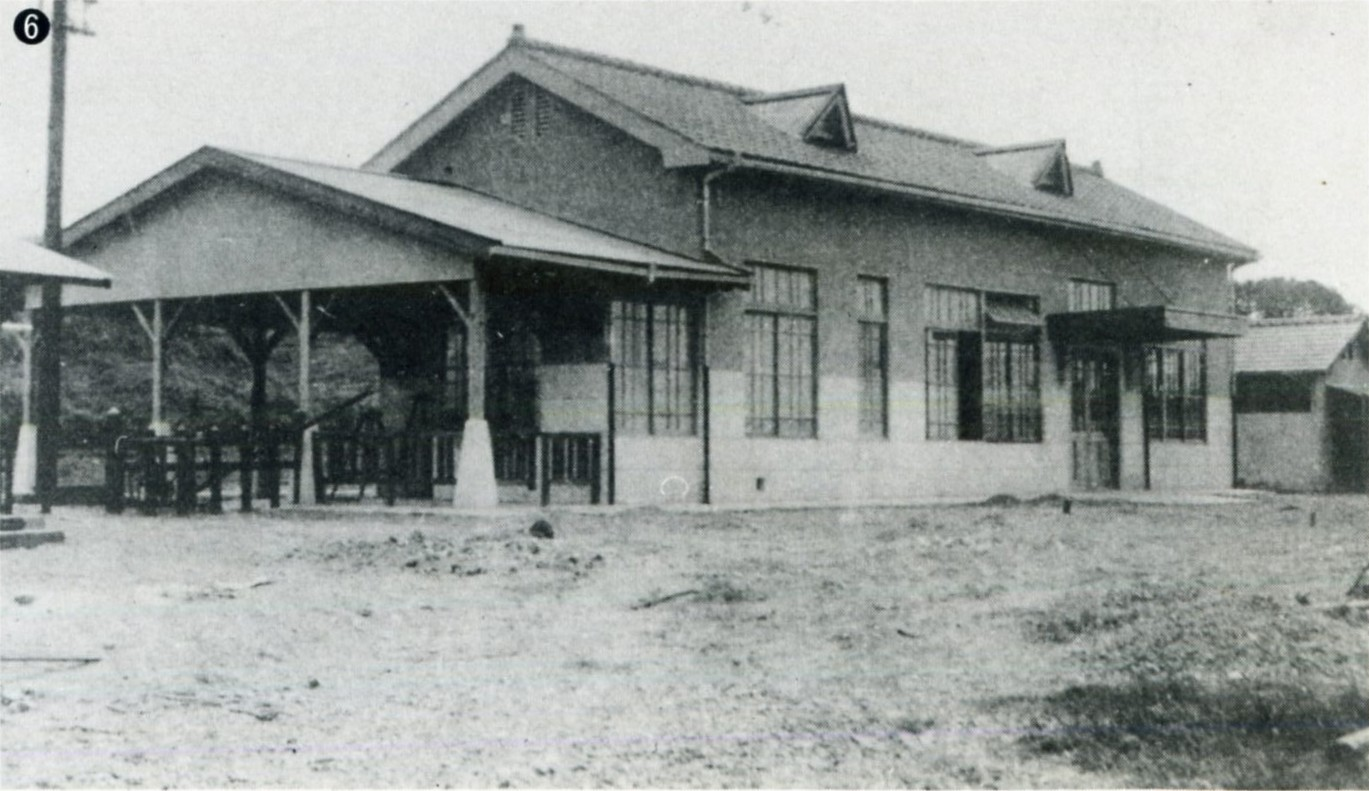
開業当時の南部駅（1931年）

## 駅構造
紀伊田辺駅が管理する無人駅。駅舎は木造瓦葺で公衆トイレは駅舎外にある。2017年に開催された「紀の国トレイナート2017」に合わせ、駅舎内に田辺市出身のイラストレーター須川まきこが手掛けたイラストが描かれている。
｢ICOCA｣の使用は可能であるが、業務委託駅から無人駅になった際に｢みどりの窓口｣は廃止された。「みどりの券売機」は今のところ設置されていない。列車走行位置や運転情報を示すディスプレイが待合室に設置されている。
単式ホーム1面1線と島式ホーム1面2線、合計2面3線のホームを持つ地上駅であり、2番のりばは特急列車の待避に使用されている。単式ホームの1番のりば側に駅舎があり、島式ホームの2・3番のりばへは跨線橋で連絡している。ワンマン電車は、一部の電車を除いては前の扉しか開かない。現在は接近放送、接近メロディーが対応している。

### のりば
| のりば | 路線       | 行先                             | 備考                                                |
| ------ | ---------- | -------------------------------- | --------------------------------------------------- |
| 1      | きのくに線 | 和歌山・天王寺・新大阪・京都方面 | 特急・普通列車                                      |
| 2      | きのくに線 | 和歌山・天王寺方面               | 一部の普通列車・待避列車 平日7時台の始発1本（臨時） |
| 2      | きのくに線 | 紀伊田辺・白浜・新宮方面         | 一部の普通列車・待避列車 平日7時台の始発1本（臨時） |
| 3      | きのくに線 | 特急・普通列車                   |                                                     |

上表の路線名は旅客案内上の名称（愛称）で表記している。
下り本線は1番のりば、上り本線は3番のりば。2番のりばは上下共用の待避線（中線）であり、基本的には後続の特急待避を行う普通列車が入線する。

朝の通勤時間帯、学生や通勤客が多いため、混雑緩和の目的として朝7時台に平日のみ、当駅始発、新宮行(当駅→紀伊田辺駅間は臨時、土日祝は紀伊田辺駅発)1本が運行されている。この列車は紀伊田辺駅から当駅まで、回送されて折返しているため、当駅での夜間停泊はない。ただし、当駅→紀伊田辺駅間の臨時については時刻表には掲載されていない。

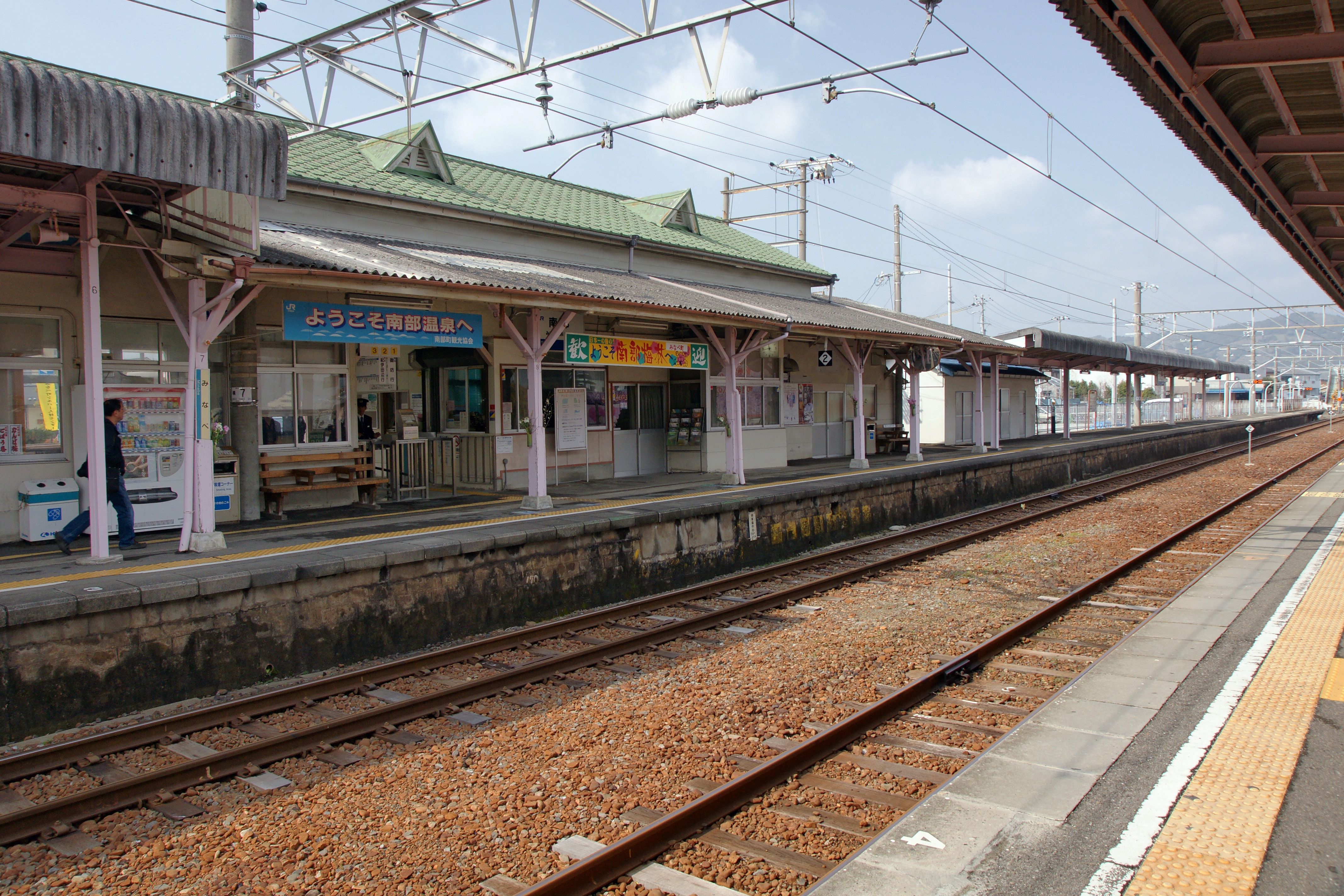
改札口とホーム（2009年2月）

## 利用状況
近年の1日平均乗車人員は以下の通り。
| 年度   | 1日平均 乗車人員 |
| ------ | ---------------- |
| 1998年 | 866              |
| 1999年 | 834              |
| 2000年 | 836              |
| 2001年 | 826              |
| 2002年 | 806              |
| 2003年 | 803              |
| 2004年 | 792              |
| 2005年 | 781              |
| 2006年 | 797              |
| 2007年 | 842              |
| 2008年 | 818              |
| 2009年 | 767              |
| 2010年 | 771              |
| 2011年 | 758              |
| 2012年 | 780              |
| 2013年 | 799              |
| 2014年 | 735              |
| 2015年 | 773              |
| 2016年 | 799              |
| 2017年 | 804              |
| 2018年 | 812              |
| 2019年 | 709              |
| 2020年 | 609              |
| 2021年 | 524              |
| 2022年 | 548              |

## 駅周辺
駅前にタクシー乗り場と路線バス乗り場がある。高速バスも走っているが駅前が狭いため、高速バスは南部駅には入れない。みなべ町内で高速バスに乗車(降車)できる場所は、｢みなべ町役場前｣停留所のみ。
また宿泊施設【朝日櫻】【国民宿舎紀州路みなべ】【南部ロイヤルホテル】があるが、いずれも駅からは離れている為、タクシーを使うと良い。
- 国道42号
- みなべ自動車学校
- みなべ町役場
- みなべ町立南部小学校
- みなべ町立南部中学校
- 和歌山県立南部高等学校
- 南部郵便局
- 紀陽銀行南部支店
- オークワ みなべ店
- Aコープみなべ店
- ココカラファインみなべ店
- 三鍋王子社
- 鹿島神社
- みなべインターチェンジ - 阪和自動車道

## バス路線
南部駅
- 龍神自動車
  - みなべ線：紀伊田辺
  - 南部梅林線：南部梅林 ※毎年2月 - 3月閉園までの季節運行

JR南部
- みなべコミバス（デマンドタクシー方式）
  - 中心部ルート[6]：鶴の湯方面 ※火曜・正月3が日は運休
  - 山間部ルート[7]
    - 東部：清川方面 ※月・水・金曜に運行。日曜・祝日・正月3が日は運休
    - 西部：高城方面 ※火・木・土曜に運行。日曜・祝日・正月3が日は運休

  - 岩代ルート[8]：岩代方面 ※火・木・土曜に運行。日曜・祝日・正月3が日は運休

南部
- 南部タクシー[9]
  - 定期便：上軽井川 ※日祝祭日・正月3が日は運休

## 隣の駅
西日本旅客鉄道（JR西日本）
 きのくに線（紀勢本線）
- 特急「くろしお」一部停車駅

■快速・■普通
芳養駅 - 南部駅 - 岩代駅